# Hell Gate híd
A Hell Gate híd vagy Hell's Gate híd (eredetileg New York Connecting Railroad híd vagy The East River Arch híd) egy 310 m-es legnagyobb támaszközű boltíves vasúti híd a queens-i Astoria, Randall's és Wards Islands között. A híd az East River Hell Gate-nek nevezett szorosát keresztezi. 
A hidat az Amtrak és még néhány cég (CSX, Canadian Pacific Railway, Providence & Worcester Railroad, New York és Atlantic) vonatai használják. A híd és a szerkezet az Amtrak birtokában van, amik a Washington Boston között lévő villamosított pálya részei, amit közösen Északkeleti folyosónak neveznek. Ezenfelül a híd része a New York Connecting Railroad-nak, ami összeköti New Yorkot és Long Island-et az észak amerikai földrésszel.
2009 szeptemberében a Metro-North Commuter Railroad kísérletet tett annak érdekében, hogy a Hell Gate híd összekösse a New Haven vonalat a Pennsylvania Stationnal.

## Története
A híd kivitelezésének ötlete a 20. század legelején kezdett alakot ölteni, hogy a New York és a Pennsylvania Railroadot összekösse a új-angliai és a New Haven vasúttal.
A konstrukció Gustav Lindenthal által volt felügyelve, akinek az eredeti terveiben szerepelt egy 4,6 méteres rés az acél boltív és a falazott pillérek között.